# Aitor López Rekarte
Aitor López Rekarte (Mondragón, 18 augustus 1975) is een Spaans voetballer. Hij speelt sinds 2007 als verdediger bij UD Almería. Zijn oudere broer Luis López Rekarte was eveneens profvoetballer.

## Clubvoetbal
López Rekarte speelde jarenlang voor Real Sociedad, eerst in de jeugdelftallen en van 1997 in het eerste elftal. Zijn debuut in de Primera División was op 31 augustus 1997 tegen FC Barcelona. Hij was een van de belangrijke spelers in het elftal van Erreala dat in het seizoen 2002/2003 tot het einde van het seizoen meestreed om de Spaanse landstitel. Uiteindelijk werd een tweede plaats achter kampioen Real Madrid. In het seizoen dat volgde speelde López Rekarte met Real Sociedad in de UEFA Champions League, waarin de achtste finales werd gehaald. Daarna ging het echter bergafwaarts met Real Sociedad met uiteindelijk de degradatie naar de Segunda División A in 2007. López Rekarte verliet de club en tekende een contract bij UD Almería, dat in 2007 gepromoveerd was naar de Primera División.

## Nationaal elftal
López Rekarte speelde één interland voor het Spaans nationaal elftal, op 3 september 2004 tegen Schotland. Verder speelde de verdediger meerdere wedstrijden voor het Baskisch elftal.